# Dominikus Schwaderlapp

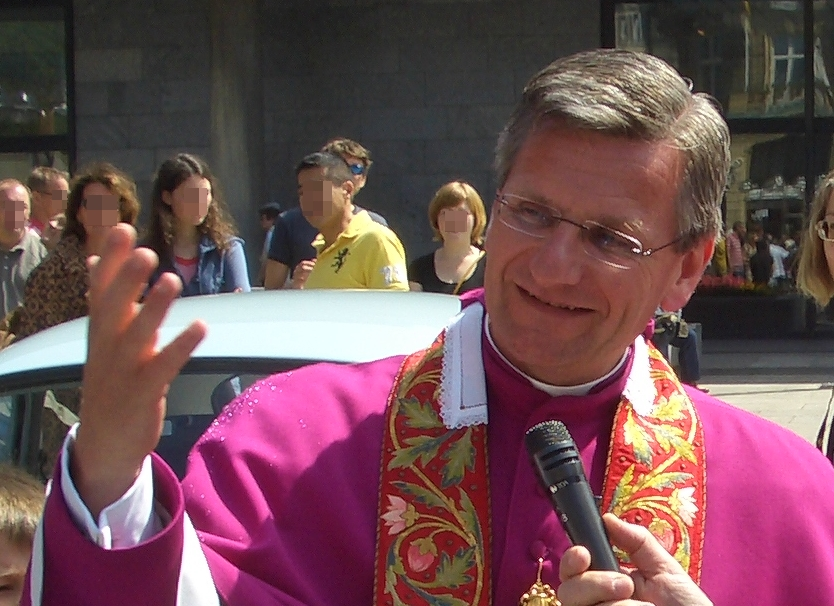
Dominikus Schwaderlapp, 2010

Bischofswappen von Dominikus Schwaderlapp

Dominikus Schwaderlapp (Rufname Dominik; * 4. Mai 1967 in Selters, Westerwald) ist ein deutscher römisch-katholischer Geistlicher. Er ist Domkapitular und Weihbischof im Erzbistum Köln.

## Leben
Schwaderlapp wuchs in Ransbach-Baumbach auf und stammt aus einer ortsansässigen Unternehmerfamilie. Er hat vier ältere Brüder und etwa zwanzig Nichten und Neffen. Eltern und Geschwister sind, Pressemeldungen zufolge, eng mit der katholischen Laienorganisation Opus Dei verbunden. Sein Neffe Tobias Schwaderlapp ist Priester, seit 2017 Diözesanjugendseelsorger und seit 2023 Vize-Generalvikar des Erzbistums Köln.
Nach dem Studium der Katholischen Theologie in Bonn und Augsburg empfing Schwaderlapp am 18. Juni 1993 durch Erzbischof Joachim Kardinal Meisner im Kölner Dom das Sakrament der Priesterweihe, zusammen mit den späteren Bischöfen Stefan Heße und Peter Kohlgraf sowie dem späteren Kölner Domdechanten Robert Kleine. Am 20. Juni 1993 feierte er in seiner Heimatpfarrei St. Antonius in Ransbach-Baumbach seine Primiz. Anschließend wurde er Kaplan in St. Marien und St. Barbara in Neuss.
Am 15. November 1996 wurde Schwaderlapp Erzbischöflicher Kaplan und Privatsekretär Joachim Meisners, was er bis Ende 2003 blieb. Er wurde 2002 mit einer moraltheologischen Arbeit bei Joachim Piegsa an der Universität Augsburg zum Doktor der Theologie promoviert. Zum 1. Januar 2004 ernannte ihn Kardinal Meisner zum Stellvertreter seines Mitte 2004 ausscheidenden Generalvikars Norbert Feldhoff.
Zum 1. Juni 2004 wurde Schwaderlapp Generalvikar und damit Verwaltungschef der größten Diözese Deutschlands. Am 2. Juli 2004 wurde er zum Residierenden Domkapitular in Köln gewählt und am 25. Juli 2004 als Domherr eingeführt. Papst Johannes Paul II. verlieh ihm am 17. November 2004 den Titel Ehrenprälat Seiner Heiligkeit. 2009 ernannte ihn das Domkapitel von Świdnica (Schweidnitz) zum Ehrendomherrn.

## Amtsführung als Generalvikar

### Katholische Kliniken und die „Pille danach“
Als Generalvikar versicherte Schwaderlapp am 16. Januar 2012 einem Mann, der als Lebensrechtsaktivist und Autor der inzwischen abgeschalteten Website kreuz.net bekannt war, schriftlich, dass für Krankenhäuser, die in Trägerschaft des Diözesancaritasverbands für das Erzbistum Köln e. V. sind, eine „Null-Toleranzgrenze“ bei Schwangerschaftsabbrüchen gelte. Schwaderlapp bezeichnete auch die Kooperation der Kliniken mit Notfallpraxen, die unter anderem die sogenannte „Pille danach“ verordneten, als Ärgernis, das abzustellen sei. Die Notfallpraxen werden durch die Kassenärztliche Vereinigung betrieben, befinden sich jedoch auf dem Gelände der Kliniken in katholischer Trägerschaft. Der Reaktion Schwaderlapps gingen Besuche einer Scheinpatientin, welche von einer Testkaufagentur engagiert worden war, in kassenärztlichen Notfallpraxen voraus. Die vermeintliche Patientin verlangte die „Pille danach“ und bekam diese in vier Fällen dort auch verschrieben. Der Auftrag zu den Tests kam von Lebensrechtsaktivisten.
Mit Verweis auf Ethikrichtlinien des Erzbistums Köln hatten Ärzte – zwei Monate später – in zwei Kliniken einer mutmaßlich vergewaltigten Frau die Behandlung verweigert, da sie laut Presse fürchteten, mit ihrem Arbeitgeber in Konflikt zu geraten. Durch die Weigerung der Ärzte fand eine Aufklärung über die „Pille danach“ nicht statt. Der Vorfall wurde in der Presse auch als Reaktion auf ein Schreiben Schwaderlapps an die Kliniken gewertet.

### Umgang mit sexuellem Missbrauch im Erzbistum Köln
Schwaderlapp zeichnete als Generalvikar für die Erarbeitung einer Broschüre verantwortlich, in der sexueller Missbrauch im Erzbistum Köln aufgearbeitet werden sollte. Die Broschüre wurde erstmals im Jahr 2010 publiziert und verteilt. In dem Dokument wurde von fünf des sexuellen Missbrauchs beschuldigten Priestern berichtet. In der 2018 veröffentlichten MHG-Missbrauchsstudie der Deutschen Bischofskonferenz wurde dagegen von 87 Geistlichen berichtet, die des Missbrauchs beschuldigt wurden. Ein von einer Münchener Rechtsanwaltskanzlei erstelltes Gutachten, das die Rolle der für die Aufklärung verantwortlichen Personen untersuchen sollte, wurde entgegen vorheriger Ankündigungen des Kölner Erzbistums im Oktober 2020 nicht veröffentlicht.
Am 18. März 2021 wurde ein vom Erzbistum in Auftrag gegebenes Gutachten der Kanzlei Gercke und Wollschläger über Pflichtverletzungen von Diözesanverantwortlichen des Erzbistums Köln im Umgang mit Fällen sexuellen Missbrauchs im Zeitraum von 1975 bis 2018 veröffentlicht. Darin wurden acht Pflichtverletzungen durch Schwaderlapp in seiner Zeit als Generalvikar dargestellt, die sich auf fünf verschiedene Aktenvorgänge bezogen, und zwar zwei Verstöße gegen die Aufklärungspflicht und sechs Verstöße gegen die Meldepflicht. Während Schwaderlapps Amtszeit seien insgesamt rund 100 Verdachtsmeldungen wegen sexuellen Missbrauchs Minderjähriger und Schutzbefohlener beim Erzbistum Köln eingegangen. Die Rechtslage und insbesondere die Meldepflicht nach Rom sei nach den Erkenntnissen der Gutachter allerdings zu der Zeit teilweise unklar gewesen; Schwaderlapp habe sich erkennbar bemüht, die Fälle korrekt zu behandeln, und ein „informelles Gremium“ konstituiert, bei dem Beteiligte aus verschiedenen Bereichen zur bestmöglichen Fallbearbeitung an einem Tisch zusammenarbeiten sollten. Dabei sei er allerdings vom Offizial und der Justitiarin des Erzbistums zum Teil unzureichend rechtlich beraten worden.

## Weihbischof in Köln
Am 24. Februar 2012 ernannte Papst Benedikt XVI. Schwaderlapp zum Titularbischof von Frequentium und zum Weihbischof im Erzbistum Köln. Als solcher war er für den „Pastoralbezirk Nord“ mit den Städten Düsseldorf, Wuppertal, Solingen und Remscheid sowie für die Kreise Rhein-Kreis Neuss, Mettmann und den Oberbergischen Kreis zuständig. Die Bischofsweihe wurde ihm am 25. März 2012 im Kölner Dom von Joachim Kardinal Meisner gespendet; Mitkonsekratoren waren die Kölner Weihbischöfe Manfred Melzer und Heiner Koch. Sein Nachfolger als Generalvikar wurde im März 2012 Stefan Heße. Am 30. Oktober 2014 ernannte Rainer Maria Kardinal Woelki Schwaderlapp zum Bischofsvikar für die Ausbildung Ständiger Diakone sowie für geistliche Berufungen und Geistliche Gemeinschaften. Seit der Neuaufteilung der Bischofsvikariate im Erzbistum zum 1. April 2018 war Schwaderlapp für die Orden und die Internationale Seelsorge im Erzbistum Köln zuständig, während die Zuständigkeit für Geistliche Gemeinschaften an Weihbischof Ansgar Puff überging. In der Deutschen Bischofskonferenz ist Schwaderlapp Mitglied der Publizistischen Kommission und der Kommission für Ehe und Familie.
Schwaderlapps Wahlspruch als Bischof lautet: Gaudentes patientes instantes („[Seid] fröhlich, geduldig, beharrlich“). Er entstammt dem Römerbrief (Röm 12,12 ). Das Bischofswappen zeigt in gespaltenem Schild heraldisch rechts in Silber ein schwarzes geständertes Kreuz (nach dem Wappen des Erzbistums Köln), links in Silber drei rote Schrägbalken, belegt mit einem blauen Krug (nach dem Wappen der Stadt Ransbach-Baumbach im Westerwald).
Nach Vorstellung des Missbrauchsgutachtens und Veröffentlichung der Unabhängigen Untersuchung der Kanzlei Gercke/Wollschläger zum Umgang mit sexualisierter Gewalt im Erzbistum Köln am 18. März 2021 wurde Schwaderlapp wegen seiner Rolle bei der Aufarbeitung von sexuellem Missbrauch im Erzbistum Köln durch Rainer Maria Kardinal Woelki mit sofortiger Wirkung von seinen Aufgaben, der Zuständigkeit für den „Pastoralbezirk Nord“ und die Verantwortungsbereiche als Bischofsvikar, entbunden. Anschließend bot Schwaderlapp Papst Franziskus seinen Rücktritt als Weihbischof an.
Nach einer von Papst Franziskus angeordneten Prüfung der seelsorglichen Lage im Erzbistum Köln und des Umgangs mit Fällen sexueller Gewalt durch zwei Apostolische Visitatoren im Juni 2021 teilte der Heilige Stuhl am 24. September 2021 mit, dass der Papst Schwaderlapps Rücktritt als Weihbischof nicht angenommen habe, da zwar vereinzelt Mängel in seiner Amtsführung festgestellt worden seien, er aber nicht vorsätzlich vertuscht oder Betroffene ignoriert habe. Schwaderlapp war im Anschluss auf eigenen Wunsch ein Jahr lang als Seelsorger im Erzbistum Mombasa in Kenia tätig, einer Kölner Partnerdiözese. Das Erzbistum Mombasa gilt als Hochburg des Opus Dei in Ostafrika; seit 2014 unterhält die Prälatur in Mombasa ein Zentrum. Vor Antritt seiner Auszeit hatte Schwaderlapp beteuert, in Kenia als „einfacher Priester“ auftreten zu wollen. Während seines Aufenthalts in Mombasa feierte er am Weltmissionssonntag auf Einladung von Erzbischof Martin Kivuva Musonde mit diesem zusammen ein Hochamt im Bischofsornat mit einer von Musonde ausgeliehenen Bischofsmütze, was angesichts seiner Ankündigung in Deutschland Kritik auslöste. Seinen Dienst als Weihbischof in Köln nahm er am 14. August 2022 wieder auf.

## Positionen

### Gleichgeschlechtliche Ehe
Schwaderlapp sprach sich vor der Abstimmung im Deutschen Bundestag 2017 unter anderem in der Zeitung Rheinische Post öffentlich gegen die Einführung der staatlichen gleichgeschlechtlichen Ehe und die Möglichkeit der Scheidung einer kirchlich geschlossenen Ehe aus. Die Ehe bilde „zeichenhaft Gottes Liebe zu den Menschen“ ab und sei „unverbrüchlich“. Die Ehe sei einzigartig und dürfe nicht „als Gütesiegel für die Qualität einer Partnerschaft missverstanden werden“. Eine „Ehe für alle“ sei „daher ein Widerspruch in sich“. Schwaderlapp ging mit seiner Stellungnahme über die Position der Deutschen Bischofskonferenz hinaus und sprach vor der Einführung von einem „wahlkampftaktischen Manöver“ und sah „fehlenden Respekt gegenüber demokratischen Prozessen“. Weiterhin kritisierte er, dass das Vorgehen des Bundestages „jeden Respekt gegenüber dem im Grundgesetz verankerten besonderen Schutz des Artikels 6 vermissen“ lasse.
Zur Entscheidung der Evangelischen Kirche im Rheinland aus dem Jahr 2016, gleichgeschlechtliche Paare zu trauen, sagte Schwaderlapp, dass diese die Ökumene erschwere. Er sehe die Entscheidung „mit einer gewissen Trauer“.

### Zölibat
Schwaderlapp verwahrt sich dagegen, dass seine „zölibatäre Lebensweise immer wieder von Menschen so heftig kritisiert [wird], die sie gar nicht leben müssen“. Er habe sich doch dafür aus freien Stücken entschieden. Er stellt die Frage, warum er für eine Lebensweise bedauert werde, die er freiwillig gewählt habe.

### Synodaler Weg
Im Mai 2020 zog sich Schwaderlapp als Teilnehmer des Synodalen Weges der Römisch-katholischen Kirche aus dem Forum „Leben in gelingenden Beziehungen“ wegen eines „massiven inhaltlichen Dissenses“ zurück. Als Grund gab Schwaderlapp an, die dort mehrheitlich verfolgte Linie ziele auf eine Veränderung der kirchlichen Sexualmoral ab. Dieser Weg sei nicht sein Weg. Die Zeit charakterisierte Schwaderlapp in diesem Zusammenhang als „einen der wichtigsten Woelki-Nachrücker“. Gemäß Christ und Welt „soll Schwaderlapp in den Sitzungen des Forums erklärt haben, er könne nicht mehr Bischof der katholischen Kirche sein, falls sich in Sachen Sexualmoral die mehrheitlich liberalen Denkanstöße durchsetzten“.
Für Schwaderlapp ist es laut eigener Aussage unmöglich, „Fruchtbarkeit und Liebe“ zu trennen, denn dies sei das „Lehramt der Kirche“. In einem Entwurf eines Beschlusstextes des Forums, welcher der Synodalversammlung präsentiert werden sollte, hieß es hingegen, „Sexualität integriere verschiedene Werte: nicht nur Fruchtbarkeit und Liebe, sondern zum Beispiel auch Lust und Identität.“ Schwaderlapp verneinte die Gleichwertigkeit dieser Ebenen und kritisierte das Fehlen einer Rangordnung dieser Kategorien.
Schwaderlapp führte aus:

„Die Einführung dieser These geschieht nicht ohne Grund. Damit können dann empfängnisverhütende Maßnahmen ebenso gerechtfertigt werden wie von der Fruchtbarkeit losgelöste sexuelle Praktiken wie homosexuelle Handlungen oder Masturbation. Und nicht zuletzt kann die künstliche Befruchtung damit gerechtfertigt werden. Schließlich will man damit auch die Situation von wiederverheiratet Geschiedenen neu bewerten. Und genau das ist Absicht der Einführung dieser These.“

Auch bei anderen Themen äußerte Schwaderlapp seinen Dissens, indem er bei der vierten Synodalversammlung im September 2022 bei allen vier Texten, über die namentlich abgestimmt wurde, mit Nein stimmte.

### Frauenordination
Schwaderlapp gehört zu der 15%igen Minderheit der deutschen Bischöfe, die eine Frauenordination immer noch vollständig ablehnen; auf dem Synodalen Weg in Deutschland stimmte er 2022 und 2023 sowohl gegen eine Überprüfung des Ausschlusses der Frauen vom Priesteramt durch den Vatikan als auch gegen den Zugang der Frauen zum Diakonat, der niedrigsten Ordinationsstufe.

### Abtreibungen
Im Jahr 2016 nahm Schwaderlapp am Marsch für das Leben in Berlin teil. Schwaderlapp bezeichnete Abtreibungen in einem Grußwort an den Marsch als „doppelten Gewaltakt“. Zum einen „zerstören sie gewaltsam das Leben eines kleinen Kindes“, zum anderen seien sie ein „Gewaltakt gegen die Mutter“. Schwaderlapp meint, Mütter würden „von anderen, vielleicht auch von Panik, jedenfalls nicht von ihren Herzen“ zu Abtreibungen getrieben.

### Kruzifixe in öffentlichen Gebäuden
Im Jahr 2010 protestierte Schwaderlapp als Kölner Generalvikar gegen die Entscheidung des Gerichtspräsidenten des Oberlandesgerichts Düsseldorf, in einem Neubau eines Justizgebäudes keine Kruzifixe anzubringen, mit den Worten: „Wer die Kreuze aus unseren Gerichtssälen entfernt, der trennt demonstrativ unsere Rechtsordnung von ihren Wurzeln“. Die Würde des Menschen sei „kein Zugeständnis des Staates“, sondern ein Geschenk Gottes.

## Sonstiges

### Opus Dei
Schwaderlapp steht der katholischen Personalprälatur Opus Dei nahe, bei der er auch öffentlich in Erscheinung tritt. Gegenüber der Presse gab er an, er schätze die Theologie der Organisation und nehme dort an Exerzitien teil. Auch sein geistlicher Begleiter gehöre dem Opus Dei an, und er selbst kenne die Organisation aus seinem familiären Umfeld seit Jugendzeiten, sei aber kein Mitglied (der Prälatur). Ungeachtet dieser Auskunft wird eine Mitgliedschaft oder Anbindung Schwaderlapps an die Priestergesellschaft vom Heiligen Kreuz vermutet, einer Gemeinschaft aus Prälatur- und Diözesanpriestern, die dem Opus Dei angegliedert ist.

### Fernsehserie mit Schwaderlapp
2020 wirkte Schwaderlapp an einer Fernsehserie des katholischen Fernsehsenders EWTN.TV mit. Unter dem Titel „Rudolf will’s wissen – Was glaubst du eigentlich?“ beantwortete Schwaderlapp in insgesamt 14 Folgen die Fragen des Journalisten Rudolf Gehrig zum Glaubensbekenntnis der Katholischen Kirche. Die Serie wird seit November 2020 regelmäßig bei EWTN ausgestrahlt.

## Schriften
- Erfüllung durch Hingabe: die Ehe in ihrer personalistischen, sakramentalen und ethischen Dimension nach Lehre und Verkündigung Karol Wojtylas/Johannes Pauls II. EOS-Verlag, St. Ottilien 2002, ISBN 3-8306-7130-X (Dissertation).
- Aus der Praxis des Arbeitsrechts und Personalwesens in den deutschen Bistümern. Katholisch-Soziales Institut, Bad Honnef 2006, ISBN 3-927566-37-3.
- zusammen mit Professorinnen und Professoren der Katholischen Hochschule Nordrhein-Westfalen: Zehn Gebote für Europa: Der Dekalog und die europäische Wertegemeinschaft. Hrsg.: Elisabeth Jünemann, Heinz Theisen. Altius, Erkelenz 2009, ISBN 3-932483-28-6.
- Für immer Ja: ein Kurs in Sachen Liebe. 2. Auflage. fe-medienverlag, Kißlegg 2017, ISBN 3-86357-192-4.

zusätzlich Für immer Ja – Ein Kurs in Sachen Liebe – Ein Hörbuch gelesen von Hans Leo Neu mit 72 MP3-Titeln, K-Service 2011
- mit Robert Boecker: Der Weg des Herrn von Pilatus nach Golgatha. 2. vollständig überarbeitete  Auflage. Bachem, Köln 2015, ISBN 978-3-7616-2961-1.
- Immer wieder ja! Ehe-Check. Patris-Verlag, Vallendar 2014, ISBN 978-3-87620-426-0.
- Die Herzen zum Himmel. Bonifatius-Verlag, Paderborn 2015, ISBN 978-3-89710-644-4.
- Mit den Augen seiner Mutter – Anregungen zum Rosenkranzgebet allein oder in Gemeinschaft. fe-medienverlag, Kißlegg 2016, ISBN 978-3-86357-148-1.
- Unterwegs zur Erstkommunion – Briefe an Paula und Laetitia. fe-medienverlag, Kißlegg 2020, ISBN 978-3-86357-243-3.